# Barleeiidae
Barleeiidae — семейство морских и солоноватоводных брюхоногих моллюсков из отряда Littorinimorpha. Крайне мелкие моллюски (микромоллюски). Они очень многочисленны и обитают в сублиторальных и приливных водах на каменистых субстратах.
Раковины имеют коническую или высокозаостренную форму; внутренний слой оболочки хитиновый. Представители семейства также характеризуются ногой, иногда оснащенной задней слизистой железой. Обонятельный орган, осфрадий, увеличен. У некоторых видов присутствуют пищеводные карманы. Пенис иногда снабжен простатической тканью. Железы яйцевода показывают простую гистологию.
В настоящее время мало малакологов работают над микромоллюсками. Поскольку они очень малы (всего несколько миллиметров), их трудно изучать и классифицировать. Поэтому эти маленькие моллюски менее известны, чем более крупные.

## Роды
По данным World Register of Marine Species, на декабрь 2024 года семейство включает 9 родов:
- Ansola Slavoschevskaya, 1975
- Barleeia W. Clark, 1853
- Caelatura Conrad, 1865
- Fictonoba Ponder, 1967
- Ketosia Dos Santos & Absalão, 2006
- Lirobarleeia Ponder, 1983
- Protobarleeia Ponder, 1983
- Pseudodiala Ponder, 1967
- Tropidorissoia Tomlin & Shackleford, 1915